# 菖蒲理乃
菖蒲 理乃（しょうぶ あやの、本名同じ、1995年5月7日 - ）は、東京都出身のモデル・女優・タレント。ホリプロ系列のモデルエージェンシー「ブース」所属 。

## 出演

### 映画
- 『蜘蛛の糸』 （2011年：監督・秋原正俊）
- 『家』 （2013年：監督・秋原北胤）
- 『テレビでは流せない芸能界の怖い話』 （2014年：監督・山本清史）

### ラジオ
- bayfm 　『IT! PIKACO EDITION』アシスタントDJ（2020年10月 - ／毎週木曜12:51より）
- TOKYO FM　『Skyrocket_Company 』内「スカロケ一番搾り！」リポーター（1番ガール）（週替わり／毎週月曜18:00頃より）

- FMヨコハマ　『ロックページ』レギュラー （2015年 - 2018年9月／毎週水曜深夜1時30分より）
- bayfm　『SUNDAY_STEPPER』DJ（2019年10月 - 2025年3月／毎週日曜朝6時30分より）

### CM
- バンダイ「サイバーワン」
- 日本マクドナルド「ホワイトチェダー」私たちみたい篇
- Google「いけるかな？」編

### スチール
- ロッテ ガーナチョコレート

### 雑誌
- ランドネ （エイ出版社）
- nuComfie（ヌーコンフィー） （交通タイムス社）

### 舞台
- 万本桜企画6月期「ホテルグリーンイン燕三条」（2012年：作／演出・大滝裕一）
- 万本桜企画9月期「AduLt」（2012年：作／演出・ロンリネス中山、）

### テレビ
- フジテレビ「SC☆☆L～輝け!～青春ストレートバラエティ～」（2013年1月15日）
- BS釣りビジョン「参るぞ狼 25 カツオ博士に会いに行こう!カツオの深イイ話とは!?」（2020年7月30日）
- NHK BSプレミアム「吉田類のにっぽん百低山」

「大山・神奈川」（2020年11月30日）
「宝登山・埼玉」（2022年3月18日）
「子ノ山・埼玉」（2023年4月12日）
- テレビ東京「二軒目どうする?〜ツマミのハナシ〜」（2025年2月23日 - ）※おつまみさん

### 写真集
- 電子書籍 『トキメキセツナ』 （2013年：撮影・原田武尚 YAPPA PUBLISHING）

## カメラクルー
- 『ヨシナカ伝説～義仲穴』　(2014年：監督・秋原正俊)[2]